# François Curillon
François Curillon, nacido en 1875 en Tournus y fallecido en 1922 en París, fue un escultor francés.

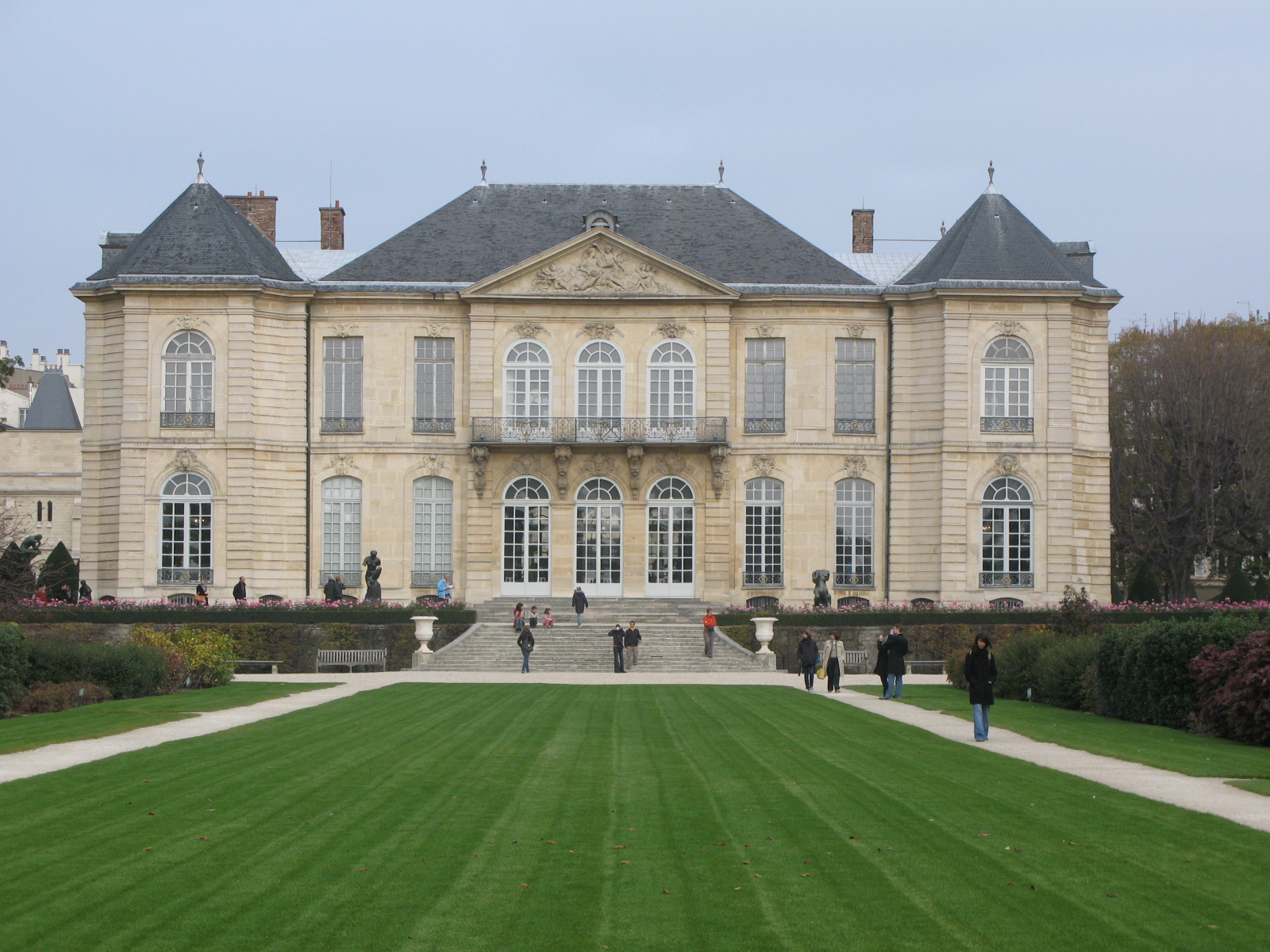
Edificio del Museo Rodin, donde Rodin tuvo su estudio de escultura y donde trabajó con el menor de los Curillon

## Vida y obras
Hermano de Pierre Curillon del que fue alumno. 
Se trasladó a París, donde fue uno de los muchos ayudantes de Auguste Rodin,. Algunas de las esculturas de mármol conservadas en el Museo Rodin, están ejecutadas con la colaboración de Pierre Curillon, entre ellas Eva - Eve au Rocher, El Poeta y la sirena - Le Poete et la Sirene y Mano saliendo de la tumba - Main sortant de la tombe
Participó en el Salón de los artistas franceses donde , en 1902, su « Ismael en el desierto - Ismaël dans le désert » recibió una mención de honor. Esta obra se conserva en el Museo Greuze de Tournus. 
Falleció en París en 1922 a los 47 años.